# Jonathan Stafford
Jonathan Stafford (Carlisle, 1980) è un ex ballerino e direttore artistico statunitense.

## Biografia
Jonathan Stafford ha iniziato a studiare danza con il Central Pennsylvania Youth Ballet e nell'estate del 1996 è stato ammesso alla School of American Ballet. Nel 1998 è stato scritturato dal New York City Ballet, di cui è diventato solista nel 2006 e primo ballerino nel 2007. Nei suoi sedici anni con la compagnia ha danzato ruoli da protagonista in balletti di George Balanchine, Jerome Robbins e Christopher Wheeldon. Ha dato il suo addio alle scene nel 2014 dopo una rappresentazione del Jewels di Balanchine.
Dopo il ritiro dalle scene si è dedicato a tempo pieno all'insegnamento. Già insegnante della School of American Ballet dal 2007, nel 2014 è diventato maestro di balletto del New York City Ballet. Nel dicembre 2017 Peter Martins, direttore artistico della compagnia, ha preso un periodo di aspettativa dopo essere stato travolto da uno scandalo legato a molestie sessuali e abusi; il mese successivo Stafford, Craig Hall, Rebecca Krohn e Justin Peck sono stati scelti per formare il comitato direttivo della compagnia in itinere in seguito alle dimissioni di Martins. Nel febbraio 2019 è diventato il nuovo direttore artistico della compagnia. In questa veste Stafford si è impegnato per riportare in auge il Metodo Balanchine, trascurato da Martins nel periodo della sua direzione, e lo ha fatto invitando Patricia McBride ed Edward Villella in veste di insegnanti ospiti della compagnia.

## Vita privata
È fratello maggiore di Abi Stafford, che è stata anche sua collega in quanto prima ballerina del New York City Ballet; i due Stafford hanno danzato insieme di rado, ma Ibi ha fatto da partner al fratello nella sezione "Smeraldi" di Jewels in occasione dell'addio alle scene di Jonathan nel 2014.
È sposato con Brittany Pollack, ex solista del New York City Ballet, dal 2014 e la coppia ha un figlio.

## Filmografia
- Il ritmo del successo (Central Stage), regia di Nicholas Hytner (2000)